# 埃羅斯阿爾瓦拉辛區
17°28′49″S 70°07′21″W / 17.4802°S 70.1225°W
埃羅斯阿爾瓦拉辛區（西班牙語：Distrito de Héroes Albarracín），是秘魯的一個區，位於該國南部塔克納大區的塔拉塔省，始建於1953年1月30日，面積372.4平方公里，海拔高度2,325米，2005年人口447，人口密度每平方公里1.2人。